# Ramphotyphlops angusticeps
Ramphotyphlops angusticeps är en ormart som beskrevs av Peters 1877. Ramphotyphlops angusticeps ingår i släktet Ramphotyphlops och familjen maskormar. Inga underarter finns listade i Catalogue of Life.
Denna orm förekommer på västra Salomonöarna. Arten lever i låglandet upp till 400 meter över havet. I motsats till flera andra maskormar klättrar arten på träd. Den vilar i organiskt avfall (detritus) som bildas i trädens håligheter. Honor lägger ägg.
Det är inget känt om populationens storlek och möjliga hot. IUCN listar arten med kunskapsbrist (DD).